# Setabis pythioides
Setabis pythioides is een vlindersoort uit de familie van de prachtvlinders (Riodinidae), onderfamilie Riodininae.
Setabis pythioides werd in 1867 beschreven door Butler.